# Information Première
Information Première est le journal télévisé français de la rédaction de la première chaîne de l'ORTF, créé par Pierre Desgraupes et diffusé à la mi-journée et le soir du 3 novembre 1969 au 10 septembre 1972. On note que cette édition d'ctualité est produite en noir et blanc, du fait que la première chaîne nationale exploite la norme 819 lignes à cette période.

## Historique
En 1969, la réforme de la télévision voulue par le Premier ministre Jacques Chaban-Delmas crée une concurrence entre deux unités autonomes d’information. Chacune est dirigée par un responsable qui a le même rang hiérarchique que le responsable de la chaîne. La direction de l’information de chacune des chaînes ne dépend plus de la direction des programmes. Pierre Desgraupes est nommé directeur de l’information pour la première chaîne en septembre 1969 et Jacqueline Baudrier est chargée de bâtir une rédaction pour la deuxième chaîne couleur.
Revendiquant plus d’indépendance et de liberté à l’égard du pouvoir politique dans l’information à l’ORTF, à la suite du mouvement de contestation politico-socio-culturel de Mai 68, Pierre Desgraupes  veut donner une nouvelle image à l’ORTF. Deux mois après sa nomination, il met en place un nouveau genre de journal télévisé qui ne compte qu’un seul présentateur et, pour donner un nouveau souffle à la rédaction, il engage de nouveaux journalistes qui proviennent de RTL, d’Europe 1, du Nouvel Observateur ou encore du Monde. Parmi ceux-ci, plusieurs futurs piliers du paysage audiovisuel français tels que Marc Gilbert, Philippe Gildas, François-Henri de Virieu, Étienne Mougeotte. L'opposition et les syndicats ont le droit à la parole.
En 1971, la formule, copiée sur le présentateur vedette de CBS News, Walter Cronkite, évolue. Il s'agit d'incarner le journal télévisé dans un homme d'âge mûr, quelqu’un en qui l’on croit. Joseph Pasteur devient le premier homme tronc de l'histoire du journal télévisé, le présentateur unique des actualités, aidé d'un prompteur.
En 1972, à la suite des affaires de la feuille d'impôts de Jacques Chaban-Delmas parue dans Le Canard enchaîné et de publicité clandestine à la télévision, Pierre Messmer remplace celui-ci à Matignon. Le rétablissement du ministère de l'Information, la remise en ordre de l'information télévisée et la nomination d'un nouveau président de l'ORTF, Arthur Conte, prive Desgraupes de ses appuis et entraîne son éviction en juillet. Jacqueline Baudrier et toute l'équipe de 24 heures sur la Deux se voit proposer d'aller sur la première chaîne et 24 heures sur la Une succède à Information Première le 11 septembre 1972, dont la rédaction est dissoute.

## Éditions
- Information Première Télé-Midi : édition de la mi-journée présentée à 13 heures (à 12h45 de janvier à mars 1972) du lundi au vendredi par Paul Lefevre, Jean-Michel Desjeunes, Jean Lanzi puis Jean-Pierre Elkabbach.

- Information Première Télé-Soir : édition du soir présentée par Joseph Pasteur du lundi au vendredi, qui en est aussi le rédacteur en chef.

- Information Première Télé-Soir dernière : édition de fin de soirée présentée par Ladislas de Hoyos du lundi au vendredi.

Parmi les journalistes les plus connus dans l'équipe se trouvent Philippe Gildas, rédacteur en chef en 1972, Marc Gilbert, François-Henri de Virieu, Étienne Mougeotte ou Jean Lacouture.

## Édition de la mi-journée
L'actualité télévisée de la mi-journée sur la chaîne historique nationale française existe depuis 1949. Au fil des changements à la tête de la direction de la chaîne et de ses rédactions, la formule évolue sensiblement. L'édition de la mi-journée à la télévision sur la première chaîne historique est introduite à partir du mois de novembre 1949; elle ne reprend principalement que les images du journal télévisé du soir diffusée la veille et sans présentateur à l'image mais uniquement accompagnée de commentaires en direct. En 1957, sous l'impulsion de Pierre Sabbagh et Jacques Sallebert alors que l'horaire du journal du soir est fixé à 20 h, l'édition de la mi-journée est désormais diffusée à 13 h 15, sauf le dimanche où elle se tient à 12 heures. Le 20 avril 1963, le journaliste Raymond Marcillac et le ministre Alain Peyrefitte créent les Actualités télévisées avec une édition de la mi-journée, une diffusion qui se prolonge en juillet 1964 sur la même antenne désormais intitulée Première chaîne de l'ORTF. Le 20 septembre 1965, l'émission d'actualités « Télé-Midi » remplace la précédente formule, jusqu'au 2 novembre 1969 où Pierre Desgraupes lance Information Première, de janvier à mars 1972 de 12h45, puis à 13h ensuite, du lundi au vendredi, présentée par Paul Lefevre, Jean-Michel Desjeunes, Jean Lanzi puis Jean-Pierre Elkabbach.
Lors des événements de mai 1968, Yves Mourousi réalise sa première interview télévisée en interrogeant Alain Peyrefitte, ministre de l’Éducation nationale. Le 6 novembre 1968, il présente pour la première fois à la radio, le journal de 13 heures de France Inter, après avoir été rédacteur puis rédacteur en chef d’Inter actualités magazine, la tranche d'information de la mi-journée. Le 20 décembre 1975 à 20 h, la chaîne TF1 lance officiellement sa télédiffusion en couleur et pour renforcer l'identité de la chaîne, la formule provisoire Information Télévisée 1 disparaît pour laisser place à TF1 Actualités. Le journal de 13h est présenté par le duo Yves Mourousi-Michel Denisot. Il dure une heure avec une première partie consacrée à l'actualité et une seconde partie magazine, plus tournée vers la culture.